# Kolumbovo vejce

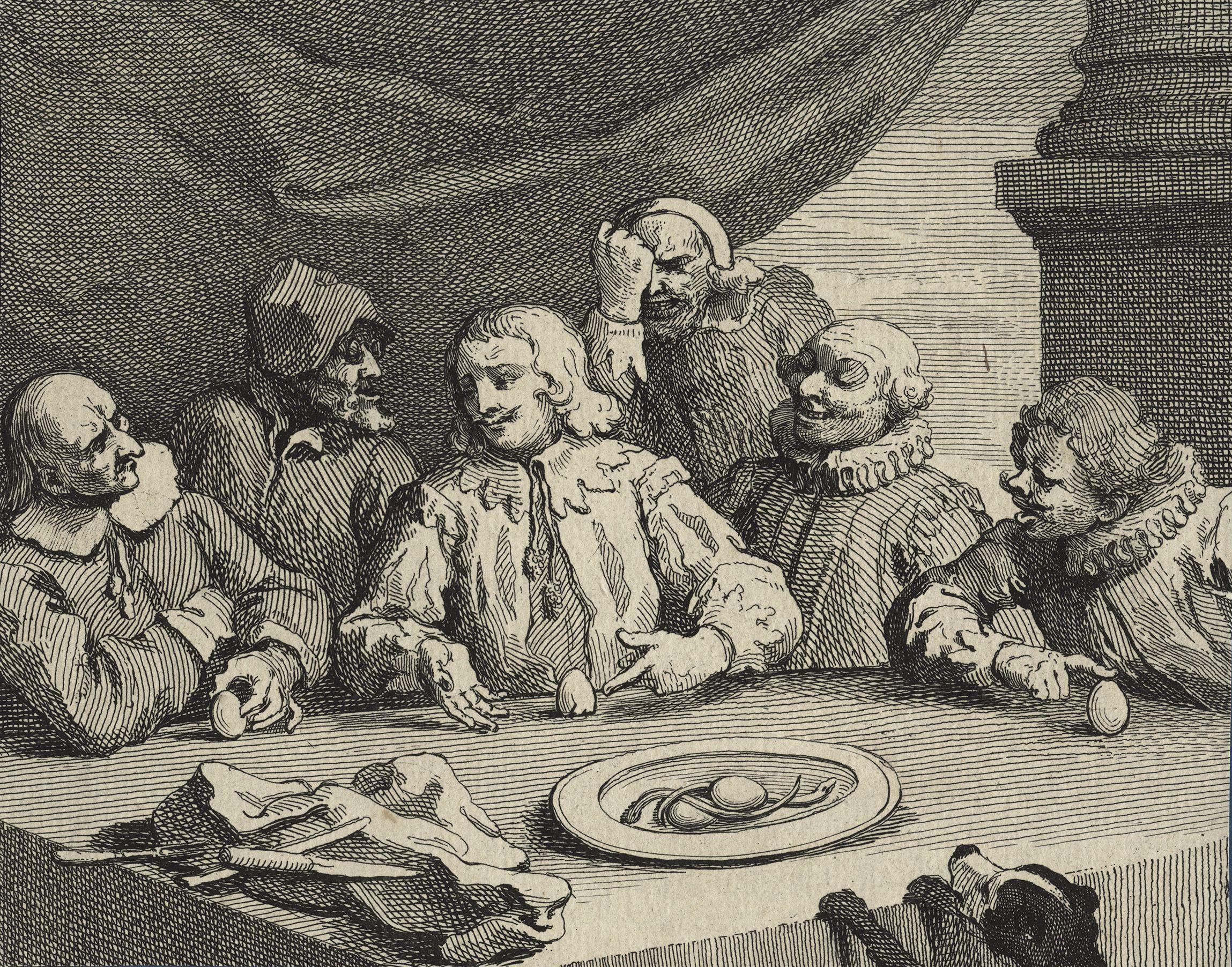
William Hogarth: Kolumbus rozbíjí vejce (1752)

Kolumbovo vejce je ustálené slovní spojení, jež označuje geniální nápad, který později může zopakovat prakticky každý. Odkazuje na historku o Kryštofu Kolumbovi. (Podobný význam má rčení „po bitvě je každý generál“, které říká, že zpětně a s více informacemi viděno se zdá něco složitého, zejména obtížné rozhodování, jednoduché.)

## Původ rčení
Mořeplavec Kryštof Kolumbus byl po svém objevení Ameriky doma ve Španělsku oslavován a zván k významným lidem té doby. Na jedné oslavě se našel závistivec, zlehčující význam cesty. Není prý těžké doplout lodí do Ameriky. Kolumbus přitakal, že to nic není, ale že to byl on, kdo na to přišel. Poté s úsměvem vzal vejce a vyzval „chytráka“, aby je postavil na špičku. Po jeho marném snažení i pokusech několika jiných hostů, když se vejce vždy vrátilo do ležící polohy, vzal objevitel nového světadílu vejce, zlehka naťukl špičku a vejce postavil na stůl. Opět se ozvaly hlasy, že to přece nic není. Kolumbus se nebránil – opravdu je to prý hračka, ale jen na to přijít. Ozvaly se hlasy, že je to podvodník, ale Kolumbus řekl, že tak jako vejce naťukl on, mohl ho naťuknout i kdokoli jiný před ním.

## Odrazy v kultuře
Toto rčení se objevilo v Hurvínkovi a Švejkovi. Název „Kolumbovo vejce“ se objevuje i v názvu básnické sbírky Blaise Cendrarse Postavit vejce po Kolumbovi.